# Scheemderzwaag (buurtschap)
Scheemderzwaag, rond 1600 Lutke Zwaag genoemd, is een buurtschap aan de weg van Scheemda naar Noordbroek in de gemeente Oldambt in de Nederlandse provincie Groningen. Tot 1 januari 2010 behoorde het tot de gemeente Scheemda. De buurtschap telt circa 125 inwoners.
De buurt ligt ingeklemd tussen de A7 en het Winschoterdiep, direct ten westen van Scheemda. Bij Scheemderzwaag komen het Meedenerdiep en het Opdiep samen en gaan dan over in het Termunterzijldiep.
Bij Woldendorp lag eveneens een dorp Zwaag dat in de Dollard is verdronken; hieraan herinnert de buurtschap Zwaagweg.

## Middeleeuwen
De naam Zwaag verwijst vermoedelijk naar 'weilanden, waar vee gehouden wordt', Oudfries *swãch, Oudsaksisch swēga 'kudde, weide', Middelhoogduits swei(e), sweig(e) 'troep vee, veehouderij,weiland', Oudhoogduits sweiga 'koestal, melkerij en het daarbij behorende weiland'. Hieraan is kennelijk de betekenis 'laag weiland'  ontleend. Het woord hoort vooral bij de Friese streken en is verbreid van Noord-Holland tot Oldenburg (Nedersaksen).
Twee waterstaatsverdragen uit 1391 en 1420 waarschuwen dat men de Eedyck [..] alle um den Swage heel dient te houden. Vlak bij Scheemderzwaag lag het middeleeuwse dorp Scheemda, waarvan het kerkhof in 1988 en 1989 werd opgegraven tijdens de aanleg van de A7. Op het terrein werden bij de opgraving resten van twee kerken en een toren aangetroffen. De eerste kerk dateert waarschijnlijk van het begin van de dertiende eeuw en is ruim vijftig jaar in gebruik geweest. Ten gevolge van de uitbreiding van de Dollard werd het dorp Scheemda na de Cosmas- en Damianusvloed van 1509 ongeveer anderhalve kilometer naar het zuiden verplaatst, op dezelfde opstrekkende heerd.

## Nieuwe polder
De buurtschap Scheemderzwaag is ontstaan uit het Lutke Swaech eylant, dat hier nog in 1585 op de kwelders van de Dollard lag. Een deel van het eiland was eigendom van de kerk van Eexta.  
Nadat het omliggende polderland in 1597 werd bedijkt, ontstond een langgerekte buurtschap met minstens zeven boerderijen. De landerijen van Scheemder Schwagh worden vermeld in 1613. Het pad langs de boerderijen volgde een middeleeuwse ontginningslijn. Scheemderzwaag sloot aan bij de buurtschap Eexterzwaag, die eveneens uit een of meer boerderijen bestond. Daarnaast stonden enkele boerderijen in het buurtje Uterbeerta aan de Oude Dijksterweg. 
Bij de nieuwbouw van de boerderij aan de Scheemderzwaag 13 in 1975 zijn de fundamenten van een deftige boerderij gevonden die op de provinciekaart van Beckeringh (1781) als buitenplaats staat afgebeeld. De naam van de Oude Swaagzijl bij Midwolda, waardoor de Oude Geut sinds 1701 in de Dollard stroomde, is kennelijk ontleend aan een oudere sluis te Scheemderzwaag.
De meeste boerderijen van Scheemderzwaag werden omstreeks 1800 verplaatst naar de oevers van het Termunterzijldiep. Het huidige buurtje aan het Zijldiep ontstond rond de herenboerderij De Muinckheerd en de steenfabriek langs het Zijldiep uit 1802, waar aanvankelijk bakstenen en dakpannen werden gemaakt, later vooral draineerbuizen. Bij de steenfabriek bevond zich een herberg die bekend stond als 'Café Elzeneur'. Daarnaast waren er twee poldermolens uit 1799 te vinden alsmede een boerderijtje dat bij de buitenplaats 'Vredenhoven' hoorde. Aan het Opdiep verrees ten slotte in 1803 een oliemolen, die dienst deed tot 1895. Omstreeks 1840 werden de eerste landarbeidershuizen langs de Zwaagsterweg gebouwd. 
Delen van Scheemderzwaag zijn afgegraven ten behoeve van de baksteenfabricage; de steenfabriek Hamster & Rozeboom sloot in 1971. Op de afgegraven gronden werd het nieuwe ziekenhuis van de Ommelander Ziekenhuis Groep gebouwd, dat in 2018 zijn poorten opende.
In de 19e eeuw ontstond hier het waterschap Scheemderzwaag (1878), dat een eigen poldermolen had. Door het buitengebied loopt sinds ca. 1975 de nieuw gegraven Scheemderzwaagsterwatering. Het gebied wordt sinds 1993 in tweeën gesneden door de A7. De NAM-locatie Scheemderzwaag is grotendeels ontmanteld.

## Lange Zwaag
De buurtschap Scheemderzwaag of Lutke Zwaag moet niet verward worden met Scheemder Lange Zwaag of Grote Zwaag (1566: op de Zwachen, 1593: Groteswaech), een laag gelegen laagveengebied bij Wagenborgen dat tot begin 19e eeuw onder het kerspel Scheemda, maar kerkelijk onder Nieuw-Scheemda viel. Door het gebied loopt loopt de Zwaagweg ('t Waar). Het Grootmaar (nu: Ringmaar) stond hier wel bekend als Swaechmaar.of Zwaagmaar. De brug over het Grootmaar heette Zwaagtil, de brug bij de Hardeweg Hornzwaagtil (in de 17e eeuw Kring- of Krijntil). 
Het ging om een stuck meentelandes bij Wagenborgen", dat in 1590 dat allerslimste unde legeste landt .... van Scheembder Hamrick  werd genoemd.  Eerder al was sprake van landerijen up de warven of op de Zwachen te Wagenborgerhamrick, onder andere vermeld in 1519 en 1563. Het laag gelegen gebied ten westen van Wagenborgen  heette kennelijk Swaayland; hier liep in 1743 de Swaaylandse sloot die de grens met Siddeburen vormde. Het zou om een variant van het woord zwaag kunnen gaan, maar ook om de nauw verwante woorden swat, swāde 'zwad, snede gras' en swethe 'zwet, grens'.
Net als bij het Friese Langezwaag verwijst de naam mogelijk de lagere, ver van het dorp gelegen weidegronden, in tegenstelling tot de term Korte Zwaag, waarmee enkele percelen dichter langs de Zwaagweg werden aangeduid..